# Dolores Costello
Dolores Costello (Pittsburgh, Pensilvania; 17 de septiembre de 1903 – Fallbrook, California; 1 de marzo de 1979), también conocida como Dolores Barrymore, fue una actriz cinematográfica estadounidense que consiguió sus mayores éxitos en la era del cine mudo. Fue llamada "La diosa del cine mudo". Fue madrastra de la primera hija de John Barrymore, la actriz Diana Barrymore, fue madre de John Drew Barrymore y abuela de la actriz Drew Barrymore y de sus hermanos John Barrymore III, Blyth Dolores Barrymore y Brahma Blyth (Jessica) Barrymore.

## Inicios
Costello nació en Pittsburgh, Pensilvania. Era hija de los actores Maurice Costello y Mae Altschuk. Dolores y su hermana menor Helene actuaron por primera vez en el cine en los años 1909–1915, en papeles infantiles para la Vitagraph Studios. Hicieron papeles secundarios en varias películas protagonizadas por su padre, que era un ídolo popular de la época. La primera interpretación acreditada de Dolores Costello, según la Internet Movie Database, es el papel de un hada en la adaptación para el cine de 1909 de El sueño de una noche de verano, de William Shakespeare.

## Carrera cinematográfica
Las dos hermanas actuaron en Broadway juntas, y su éxito les proporcionó contratos con la Warner Bros. En 1926, tras varios pequeños papeles en diversas películas, Dolores Costello protagonizó junto a John Barrymore The Sea Beast, una adaptación libre de la obra de Herman Melville Moby-Dick. Warner Bros comenzó pronto a darle papeles protagonistas. Mientras tanto, ella y Barrymore se enamoraron y, tras una relación de dos años, se casaron en 1928. 
Pocos años después de llegar al estrellato, la actriz se había convertido por méritos propios en una personalidad cinematográfica de éxito y, ya como adulta, su carrera se desarrolló hasta el punto de que en 1926 tuvo que pasar por la extracción de dos muelas del juicio, pues estás estaban retenidas, fue a un dentista y le quitaron el molar izquierdo inferior y el derecho superior (ambos sin anestesia, debido a que esta no se inventaría hasta 1946) tuvo que hacerlo pues estas no la dejaban actuar, y estaba a punto de ser nombrada una WAMPAS Baby Star, adquiriendo el sobrenombre de "La Diosa de la Pantalla de Plata".
Esto obviamente le ocasionó secuelas entre ellas estuvieron:
Sangrado en la encía.
Dolor de oído.
Dolor al masticar.
Inflamación de los ganglios.
Mandíbula hinchada.
Fiebre.
Sensibilidad en los dientes a cualquier temperatura.
Algunos de estos obviamente le acompañó durante toda su vida.
Años más tarde en 1928, decidió recurrir a otro dentista, pues las dos muelas que le quedaban, le estaban comenzando a doler por los mismos motivos que las anteriores.
El dentista desgraciadamente tras varios intentos de anestesiar a Costello con Cocaína no sirvieron de nada y fue tan doloroso que se tuvo que detener la extracción, días más tarde le hicieron una radiografía y descubrieron que la causa por la que no salía la muela al igual que cualquier otro diente era por qué la raíz estaba torcida y pegada a dos nervios, y si se extraía podría tener problemas de movimiento de mandíbula para toda su vida, a esto no hizo nada hasta un año después 1929, que sin ya soportar el dolor decidió quitarse esta muela ella misma con la ayuda de su esposo John Barrymore, en el garaje de su casa Dolores se sentó se soltó la muela superior derecha y John procedió a retirarla con unos alicates pequeños de mecánicos, siento un terrible dolor que fue seguido de varios gritos, que más tarde la misma Costello señaló en una entrevista "al menos nunca me volvió a doler tanto como me dolía tenerla ahí"
En 1974, en una entrevista, se le preguntó por su última muela, el molar derecho inferior, y ella respondió que se lo quitó ella sola en el baño alrededor de 1936, debido a fuertes dolores causados por esta.

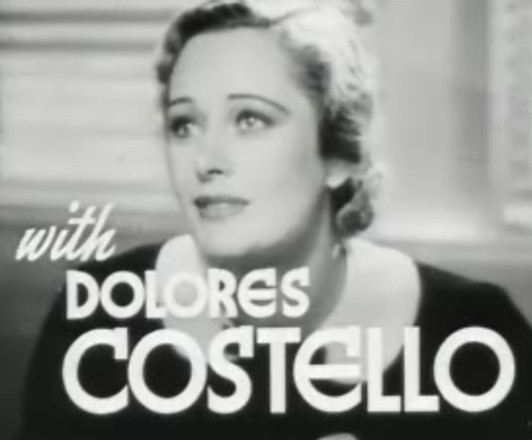
Escena de The Beloved Brat (1938).

En 1927 volvió a rodar junto a John Barrymore, en la película When a Man Loves, una adaptación de Manon Lescaut. En 1929 coprotagonizó junto a George O'Brien Noah's Ark (El Arca de Noé), película dirigida por Michael Curtiz.
Costello ceceaba (algo que su nieta, Drew Barrymore, parece haber heredado), y tuvo dificultades para pasar al sonoro, pero tras dos años de educación vocal superó el problema. Una de sus primeras actuaciones para el sonoro fue con su hermana Helene en la extravagante película de Warner Bros The Show of Shows (Arriba el telón) (1929). Su carrera pasó a un segundo plano tras el nacimiento de su primer hijo, y se retiró de la pantalla en 1931 para dedicarse a su familia. Sin embargo, su matrimonio con John Barrymore tenía problemas, dado el progresivo alcoholismo de él, por lo que acabaron divorciándose en 1935.
Costello retomó su carrera un año más tarde, y consiguió algunos éxitos, sobre todo con El pequeño lord (1936), y El cuarto mandamiento (1942). Se retiró permanentemente de la interpretación tras su trabajo en This is the Army (1943), otra vez bajo la dirección de Michael Curtiz.

## Últimos años
En 1939 se casó con el Dr. John Vruwink, su ginecólogo, pero se divorciaron en 1950. Costello pasó los últimos años de su vida semirrecluida, dirigiendo una plantación de aguacates. En la década de 1970 se produjo una inundación en su hogar y la mayoría de recuerdos cinematográficos de películas con John Barrymore y otros recuerdos personales se perdieron.
Poco antes de su muerte, accedió a ser entrevistada para la serie documental Hollywood, en la que discutía sobre su carrera. Falleció por un enfisema en Fallbrook, California, en 1979, y fue enterrada en el Cementerio Calgary de East Los Angeles. 
Dolores Costello tiene una estrella en el Paseo de la Fama de Hollywood por su contribución a la industria cinematográfica, en el 1645 de Vine Street.

## Filmografía

### Papeles infantiles
Dolores Costello actuó de niña en muchos filmes hechos entre 1909 y 1915. Entre ellos están:
- 1909: A Midsummer Night's Dream

- 1910: The Telephone

- 1911: Consuming Love, or St. Valentine's Day in Greenaway Land A Geranium; The Child Crusoes; His Sister's Children; A Reformed Santa Claus; Some Good in All

- 1912: Captain Jenks' Dilemma; The Meeting of the Ways; For the Honor of the Family; She Never Knew; Lulu's Doctor; The Troublesome Step-Daughters; The Money Kings; A Juvenile Love Affair; Wanted... a Grandmother; Vultures and Doves; Her Grandchild; Captain Barnacle's Legacy; Bobby's Father; The Irony of Fate; The Toymaker; Ida's Christmas

- 1913: A Birthday Gift; The Hindoo Charm; In the Shadow; Fellow Voyagers

- 1914: Some Steamer Scooping; Etta of the Footlights; Too Much Burglar

- 1915: The Evil Men Do

### Papeles adultos
| Año  | Título                                        | Papel                     |
| ---- | --------------------------------------------- | ------------------------- |
| 1923 | The Glimpses of the Moon                      | Bit Part                  |
| 1923 | Lawful Larceny                                | Nora la sirvienta         |
| 1925 | Greater Than a Crown                          | Isabel Frances            |
| 1925 | Greater Than a Crown                          | Princesa de Lividia       |
| 1925 | Bobbed Hair                                   | Pequeño papel             |
| 1926 | Mannequin                                     | Joan Herrick              |
| 1926 | The Sea Beast                                 | Esther Harper             |
| 1926 | Bride of the Storm                            | Faith Fitzhugh            |
| 1926 | The Little Irish Girl (El que no corre vuela) | Dot Walker                |
| 1926 | The Third Degree (El circo de la muerte)      | Annie Daly                |
| 1927 | When a Man Loves                              | Manon Lescaut             |
| 1927 | A Million Bid (La mujer vendida)              | Dorothy Gordon            |
| 1927 | Old San Francisco                             | Dolores Vasquez           |
| 1927 | The Heart of Maryland                         | Maryland Calvert          |
| 1927 | The College Widow                             | Jane Witherspoon          |
| 1928 | Tenderloin (El supremo ardid)                 | Rose Shannon              |
| 1928 | Glorious Betsy (La bella de Baltimore)        | Betsy Patterson           |
| 1928 | Noah's Ark (El arca de Noé)                   | Mary/Miriam               |
| 1929 | The Redeeming Sin                             | Joan Billaire             |
| 1929 | Glad Rag Doll (La señorita Bibelot)           | Annabel Lee               |
| 1929 | The Madonna of Avenue (Flor del hampa)        | Maria Morton              |
| 1929 | Hearts in Exile (Corazones en el desierto)    | Vera Zuanova              |
| 1929 | The Show of Shows (Arriba el telón)           | Número "Meet My Sister"   |
| 1930 | Second Choice                                 | Vallery Grove             |
| 1931 | Expensive Women                               | Constance 'Connie' Newton |
| 1936 | El pequeño lord                               | 'Dearest' Erroll          |
| 1936 | Yours for the Asking                          | Lucille Sutton            |
| 1938 | The Beloved Brat                              | Helen Cosgrove            |
| 1938 | Breaking the Ice                              | Martha Martin             |
| 1939 | King of the Turf                              | Eve Barnes                |
| 1939 | Whispering Enemies                            | Laura Crandall            |
| 1939 | Outside These Walls                           | Margaret Bronson          |
| 1942 | El cuarto mandamiento                         | Isabel                    |
| 1943 | This Is the Army                              | Mrs. Davidson             |